# Нікомедія
Нікоме́дія (дав.-гр. Νικομήδεια, тур. 'İzmit, Kocaeli', до 1918 року назва міста в українських текстах могла писатися як Нікомідія)[джерело?] — місто в Малій Азії (нині в Туреччині), центр області Віфінія. Розташована на підступах до Константинополя на березі Мармурового моря.
Місто було засноване в 711 році до н. е. як мегарська колонія Астак (дав.-гр. Ἀστακός). У 454 -440 рр. до н. е., а може й пізніше місто перебувало в складі Афінського морського союзу. У 434 р. до н. е., афіняни вивели до Астака свою клерухію.
Після знищення Лісімахом місто в 264 році до н. е. було об'єднано з сусідньою Ольвією і наново відбудоване царем Віфінії Нікомедом I. При цьому цар перейменував Астак на Нікомедію.
У 74 р. до н. е. перейшло під владу римлян і стало столицею їхньої провинції Віфінія. Пліній Молодший у листах до Траяна говорить про численні пам'ятки Нікомедії, просить про влаштування тут водопроводу, про відкриття каналу між внутрішнім озером і Нікомедійською затокою, про побудову храму Кібели і сенату.
У 286 році, коли Діоклетіан ввів тетрархію (чотиривладдя), він зробив Нікомедію східною столицею Римської імперії. Нікомедія залишалася столицею і за часів Костянтина Великого — з того часу, як він переміг Ліцінія в 324 році, і до оголошення імператором «Новим Римом» сусіднього Візантія з перейменуванням того у Константинополь. За ці шість років у Нікомедії було збудовано багато християнських храмів.
У часи пізньої Римської імперії і Візантії Нікомедія набула великого культурного значення, її називали «Афінами в Віфінії». Розміщена на шляхах з Малої Азії на Балкани, вона була великим торговельним та ремісничим центром. Нікомедія прославилася також своїми святими: більше 100 християнських святих звуться Нікомедійськими.
У 1078 місто захопили турки-сельджуки, що називали Нікомедію на свій лад — Ізнікмід (тур. 'İznikmid'). Хрестоносці відвоювали місто і повернули його Візантії.
У 1331 турки повернулися. Нікомедія була приєднана Орханом I Газі до Османської держави. Тюркську назву з часом ще більше скоротили — до Ізмід (тур. 'İzmid') (уперше зафіксована за часів Баязида I), теперішній Ізміт. Останнім часом, аби уникнути плутанини із схожими назвами «Ізнік» і «Ізмір», використовується назва Коджаелі (тур. Kocaeli) — на честь Акчі Коджи, одного з полководців султана Османа I

## Відомі люди
- Святий Феофілакт — християнський святий та сповідник 9 століття.
- Святий Трифон — ранньо-християнський святий, мученик та чудотворець.
- Анфим Нікомедійський — єпископ Нікомедії. Святий та мученик часів переслідування Діоклетіана.
- Святі Фотій та Аникит — ранньо-християнські мученики часів Діоклетіанового переслідування.